# تشانغ لي (لاعبة كرة يد)
تشانغ لي (4 أكتوبر 1976 - ) (بالصينية: 张丽) هي لاعبة كرة يد صينية. شاركت في الألعاب الأولمبية الصيفية 1996 والألعاب الأولمبية الصيفية 2004.

## وصلات خارجية
- تشانغ لي على موقع أوليمبيديا (الإنجليزية)
- تشانغ لي على موقع اللجنة الأولمبية الصينية (الإنجليزية)